# Lê Thanh Hoàng Dân
Lê Thanh Hoàng Dân (sinh năm 1937) là một cựu giáo sư, nhà nghiên cứu và dịch giả người Việt Nam.
Giáo sư sinh tại Sài Gòn (tên cũ của Thành phố Hồ Chí Minh). Trước năm 1975 ông là giảng viên tại các trường Đại học như Võ Trường Toản (Sài Gòn, từ khi thành lập đến năm 1965), Quốc gia Sư phạm Sài Gòn, Đại học Sư phạm Sài Gòn, Đại học Sư phạm Cần Thơ, Cao Đài, Hòa Hảo. Ông viết một số sách về tâm lý, giáo dục và liên quan đến các bậc học phổ thông.
Bên cạnh việc giảng dạy đại học, ông làm việc trong nhà xuất bản Trẻ và cho ra đời nhiều tủ sách giá trị như: Tủ sách Văn học thế giới, Tủ sách Tâm lý, Tủ sách Giáo dục, Tủ sách khoa học nhân văn...
Sau năm 1975, ông định cư tại New York (Hoa Kỳ). Tại đó, dù tuổi đã lớn (trên 40 tuổi) nhưng ông vẫn tiếp tục theo học và tốt nghiệp MS & MBA tại Đại học Pace, New York và làm việc cho nhiều ngân hàng và công ty ở Hoa Kỳ.
Từ năm 2002, ông nghỉ hưu.

## Tác phẩm

### Sáng tác
- Các Vấn đề Giáo dục
- Triết lý Giáo dục
- Lịch sử Chiến tranh lạnh
- Yamamoto và những trận đánh lịch sử trên Thái Bình Dương
- Tâm lý nhi đồng
- Quản trị và thanh tra học đường
- Hướng dẫn học sinh trung học đệ nhất cấp

### Dịch
- Lịch sử chiến tranh Lạnh (André Fontaine)
- Kẻ xa lạ (Albert Camus)
- Thân phận con người (André Malraux) [2]
- Phân tâm học (Julius Paul Charrier)
- Lịch sử đời sống tình ái (Richard Lewinsohn)
- Những Danh tác Chính trị (Jean Jacques Chevallier)[3]
- Chăn gối (Alberto Moravia)[3]
- Kẻ ăn mày phép lạ (Constant Virgil Gheorghiu), dịch cùng Mai Vi Phúc, Trẻ 1973.